# 東京ロシア語学院
東京ロシア語学院（とうきょうろしあごがくいん、ロシア語名：Токийский Институт Русского Языка）は、東京都世田谷区経堂にある、学校法人日ソ学園が設置する専修学校である。

## 沿革
- 1949年 - 旧日ソ親善協会ロシア語教育委員会が、短期ロシア語講習会を始める。
設立当初は校舎などを持たず、各地の施設を借りて転々としながら授業をしていた。
- 1953年 - 渋谷区千駄ヶ谷に移転。
- 1954年 - 日ソ学院と改称。
- 1977年 - 世田谷区経堂へ移転。学校法人日ソ学園立専修学校ロシア語専門課程日ソ学院として認可校となる。
- 1993年 - 校名を日ソ学院から東京ロシア語学院に改める。

## 設置学科
- 本科I部（昼間部、3年制）
- 本科II部（夜間部、2年制）

その他、短期講座、通信講座、企業官庁向けの研修などを行っている。

## 著名な教員
- 井上満
- 除村吉太郎
- 堀江邑一
- ワルワーラ・ブブノワ
- 東郷正延
- 島原落穂

## 出身者
- 北畑静子（翻訳家）
- 児島宏子（翻訳家、エッセイスト）
- 河原祐馬（国際政治学者）※中退